# Jasudži Okamura
Jasudži Okamura (japonsky 岡村 寧次, Okamura Jasudži; 15. května 1884, Tokio – 2. září 1966 tamtéž) byl japonský armádní důstojník, který byl vrchním velitelem čínské expediční armády od listopadu 1944 do konce 2. světové války. Byl souzen pro válečné zločiny, ale byl shledán nevinným.

## Život

### Počátky armádní kariéry
V roce 1899 Okamura nastoupil na Císařskou japonskou armádní akademii, kterou absolvoval v roce 1904. Mezi jeho spolužáky patřili budoucí generálové Seiširó Itagaki, Kendži Doihara a Andó Rikiči. V roce 1907 byl povýšen na poručíka a byl přidělen k Armádní akademii, aby pomáhal s výcvikem kadetů z Číny. V roce 1910 vstoupil do Armádní válečné školy a brzy po jejím absolvování v roce 1913 byl povýšen na kapitána. Později sloužil na několika štábních pozicích v Generálním štábu Císařské japonské armády během a po první světové válce, včetně přidělení do Pekingu v červnu 1914. Od června do prosince 1921 byl vyslán jako vojenský atašé do Spojených států a Evropy. V německém Baden-Badenu se setkal s Tecuzanem Nagatou, Toširem Obatou a Hidekim Tódžóem, což položilo základy pro politickou kliku Tóseiha v japonské armádě. Po návratu do Japonska byl přidělen k 14. pěšímu pluku. V roce 1923 byl přidělen do Číny a sloužil jako vojenský poradce čínskému warlordovi generálu Sun Chuanfangovi. V této funkci získal mnoho důležitých informací a válečných map, které byly později použity při vojenských operacích ve druhé čínsko-japonské válce. V červenci 1927 byl povýšen na plukovníka a vrátil se do Japonska, aby velel 6. pěšímu pluku.
Od srpna 1929 byl Okamura jmenován asistentem ředitele personálního úřadu na ministerstvu armády. Byl zapojen do březnového incidentu, neúspěšného pokusu o státní převrat s cílem nastolit vojenskou diktaturu vedenou generálem Kazušigem Ugakim, ale nebyl potrestán. Téhož roku 31. května jako zmocněnec Národní vládní armády dosáhl uzavření dohody Heiwa a Tangguské dohody. V letech 1932 až 1933 byl Okamura zástupcem náčelníka štábu Šanghajské expediční armády, jež byla součástí Kuantungské armády. Okamura měl dle vlastních pamětí podíl při sexuálním zotročení žen (tzv. ženy útěchy) z prefektury Nagasaki, které sloužily ve vojenských nevěstincích v Šanghaji. V letech 1933 až 1934 sloužil jako vojenský atašé v Mandžukuu a hrál roli v jednáních o Tangguském příměří mezi Japonskem a Čínou. Okamura byl v roce 1936 povýšen na generálporučíka a převzal velení 2. divize.

### Druhá světová válka
V roce 1938, rok po incidentu na mostě Marca Pola, byl Okamura jmenován velitelem japonské 11. armády, která se účastnila mnoha významných bitev ve druhé čínsko-japonské válce, zejména bitev u Wu-chanu, Nan-čchangu a Čchang-ša. V dubnu 1940 byl Okamura povýšen do hodnosti generála. V červenci 1941 byl jmenován velitelem severočínské oblastní armády. V prosinci 1941 obdržel Okamura rozkaz číslo 575 od císařského generálního štábu, který povoloval provedení taktiky spálené země (Sankó Sakusen) v provincii Che-pej, zaměřené především na zničení čínské rudé armády. Podle historika Micujošiho Himeta byla tato taktika zodpovědná za smrt "více než 2,7 milionu" čínských civilistů. V roce 1944 byl Okamura vrchním velitelem Operace Ičigó proti letištím v Číně, přičemž si uchoval i velení nad japonskou 6. oblastní armádou. O několik měsíců později byl jmenován velitelem Expediční armády v Číně. Od 6. dubna do 9. června 1945 byl Okamura poražen Číňany v bitvě o západní Chu-nan. Japonci byli také poraženi v druhé ofenzivě v Kuang-si od dubna do 21. srpna 1945 a byli vytlačeni ze své poslední pozice v provincii Kuang-si, což byla poslední bitva mezi Číňany a Japonci. Po kapitulaci Japonska dne 15. srpna 1945 Okamura zastupoval Císařskou japonskou armádu na oficiální kapitulaci, která se konala v aule Ústřední vojenské akademie v Nankingu dne 9. září 1945.

### Po válce
Po válce byl Okamura v lednu 1949 Šanghajským válečným tribunálem shledán nevinným z válečných zločinů. Čankajšek ho následně ponechal jako vojenského poradce pro svou Národní vládu. Čankajškův nacionalistický režim Okamuru též chránil před opakovanými americkými žádostmi, aby vypovídal v tokijském procesu s válečnými zločinci. Okamura zůstal jako poradce Národní vlády až do svého propuštění v lednu 1949 a návratu do Japonska. Po válce byl aktivní jako poradce Národní podpůrné asociace pro rodiny padlých a také vytvořil skupinu z vysloužilých důstojníků, veteránů z čínského bojiště, nazvanou "Paidan", která nadále poskytovala neformální podporu čínské Národní vládě až do Okamurovi smrti v roce 1966.